# واين داير (لاعب كرة قدم)
واين داير (بالإنجليزية: Wayne Dyer)‏ هو لاعب كرة قدم بريطاني في مركز الوسط، ولد في 24 نوفمبر 1977 في برمنغهام في المملكة المتحدة. شارك مع منتخب مونتسرات لكرة القدم. أما مع النوادي، فقد لعب مع أكسفورد يونايتد وبرمنغهام سيتي وستيفيناغ بوروه ونادي باري تاون يونايتد ونادي ستوربريدج ونادي سوليهول لكرة القدم ونادي كيترينغ تاون ونادي موور غرين لكرة القدم ونادي هدنسفورد تاون ونادي هيرفورد ونادي والسول.

## وصلات خارجية
- واين داير (لاعب كرة قدم) على موقع قاعدة بيانات كرة القدم.إي يو (الإنجليزية)
- واين داير (لاعب كرة قدم) على موقع ناشيونال فوتبول تيمز (الإنجليزية)
- واين داير (لاعب كرة قدم) على موقع Soccerbase.com (لاعب) (الإنجليزية)